# Giovanni Robobello
Giovanni Robobello (... – 1503) è stato un arcivescovo cattolico italiano.

## Biografia
Figlio di Andrea de Veneciis, è documentato per la prima volta nel novembre 1459, quando si trovava a Mantova, assieme allo zio materno Angelo Fasolo. Il 19 giugno 1476 ottenne in commendam l'abbazia di Santa Maria de Caneto a Pola.
Fu governatore di Viterbo e commissario generale nella provincia del patrimonio di San Pietro.
Era canonico della cattedrale di Aquileia quando, il 5 novembre 1485, fu eletto da papa Innocenzo VIII vescovo di Ossero.
Il 6 gennaio 1491 fu trasferito dallo stesso papa alla sede vescovile di Feltre, succedendo così allo zio Angelo Fasolo. La nomina a Feltre non ottenne tuttavia il benestare del governo della Serenissima; sembra che Robobello non si recò mai a Feltre.
Il 19 dicembre 1494 fu promosso da papa Alessandro VI arcivescovo metropolita di Zara. Nella bolla di nomina, Robobello è indicato ancora come vescovo di Ossero.
A Zara pagò a sue spese il rifacimento del tetto della cattedrale di Sant'Anastasia, dove fu aggiunta un'iscrizione che recitava: Joannes Robobellus venetus, Archiepiscopus Jadrensis, fecit fieri MCCCCC.
Morì nel 1503, forse a Venezia, dove, nella chiesa di Santo Stefano, si trova la tomba della famiglia Robobello.